# Pays Salonais Basket 13
Actualités
Le Pays Salonais Basket 13 est un club français de basket-ball situé à Salon-de-Provence et évoluant en Nationale Masculine 1 et pré-nationale féminine lors de la saison 2025-2026.

## Historique
Issu de la fusion, en 2006, entre Salon Lançon Basket 13 (à l'époque en NM1) et du Pélissanne Basket Club (d'où l'ancien nom de SAPELA : SAlon PElissanne LAnçon).
Le club crée son école de basket en 2009, labellisée auprès de la FFBB. 
Après 14 ans d'union, la ville de Pélissanne rompt les liens en 2020 pour créer son propre club à nouveau : Pélissanne Basket Avenir,.  
Le 17 juin 2020, le Sapela Basket 13 signe un nouveau partenariat avec les clubs voisins Fos Provence Basket et le Kangourou gransois. Cette association offre une filière de formation commune Masculin et Féminin à tous les niveaux de pratique, un accompagnement des coachs et la possibilité d’accéder aux formations  OTM, arbitrage, statistiques. Mais ce sera aussi la fin d'une équipe féminine qui entrera dès 2021 dans l'entente Grans/Fos. Les joueuses seront réunies en une seule équipe au sein du club de Grans.  
Depuis la saison 2021-2022, les féminines évoluent désormais au BC Grans par l'intermédiaire d'une CTC co-fondée avec le Pays Salonais Basket 13  
En juillet 2022, le club est nouvellement baptisé Pays Salonais Basket 13. 

## Logos

Logo jusqu'en 2022.
Logo depuis 2022.

## Palmarès
- Champion de France NM2 2003-2004

## Entraîneurs successifs[5]
Équipe 1 masculine :
- 2005-2006 :  Philippe Giberti
- 2005-2008 :  Olivier Garry
- 2008-2009 :  Alexis MAZZOTTI
- 2009-2010 :  Laurent POUCHOU
- 2010-2013 :  Christophe DEMARET
- 2013-2014 :  Nouredine BENAMAR
- 2014-2015 :  Nouredine BENAMAR
- 2015-2016 :  Hélène GUILLAUME
- 2016-2017 :  Hélène GUILLAUME
- 2018-2019 :  Tonio Portas
- 2019-... :  Alexandre Casimiri[6]
- 2022-2023: FRA-d Sébastien Chérasse

Équipe 1 féminine : 
- 2011-2015 :  Daniel Dauphin

- 2015- juillet 2021:  Christophe Démaret

## Joueurs célèbres ou marquants
- Jean Bernard Blein (parti à l'USAP puis revenu au SAPELA en 2008-2009)
- Anthony Pintenat (2001-2006)
- Redouane Fergati (parti à Sorgues puis à l'Ouest Lyonnais Basket en 2008-2009)
- Charles Michee (jusqu'en 2008-2009)
- Olivier Silvestre
- Didier Emmanuel
- Kévin Mouchi (jusqu'en 2009-2010)
- Quentin Berthelot
- Paul Bourret
- Aaron Harris[7] (2016-...)[8]
- Mamadou Dia (2019-2021)[9]